# Họ Cỏ bình cu
Họ Cỏ bình cu, còn gọi là họ Cỏ bụng cu hay họ Rau đắng đất (danh pháp khoa học: Molluginaceae, đồng nghĩa: Adenogrammaceae Nakai, họ Rau đắng Glinaceae Link, Pharnaceaceae Martynov, Polpodaceae Nakai) là một họ thực vật hạt kín được một số nhà phân loại học công nhận. Hệ thống APG III năm 2009 (không đổi so với hệ thống APG II năm 2003 và hệ thống APG năm 1998), cũng công nhận họ này và đặt nó trong bộ Caryophyllales của nhánh core eudicots. Họ này khi được công nhận chứa khoảng 9-10 chi và khoảng 87 loài, trong đó các chi đa dạng nhất là Mollugo sensu lato (35 loài), Pharnaceum (20-25 loài). Chủ yếu sinh sống tại miền nam châu Phi, chi Glischrothamnus có ở đông bắc Brasil, một vài loài tại khu vực nhiệt đới tới ôn đới ấm. Họ này trước đây là một phần của họ Aizoaceae.

## Tiến hóa
Quang hợp C4 được thông báo là có ở họ này và nó có lẽ đã phát sinh song song.

## Phân loại
Giới hạn của họ này từ lâu đã không rõ ràng. Phần lớn các chi trong họ Molluginaceae giống như định nghĩa trong M. Endress và Bittrich (1993) được gộp tại đây, nhưng một vài chi đặt ở nơi khác (Limeum và các họ hàng được chuyển sang họ Limeaceae; Corbichonia sang họ Lophiocarpaceae v.v.), mặc dù cũng ở trong nhóm chung của phần lõi bộ Caryophyllales. Chi Polpoda, mặc dù cũng thuộc Caryophyllales phần lõi, là không kết hợp được trong bất kỳ miêu tả nào. Nó có bao hoa mẫu 4, bộ nhị so le với bao hoa, bộ nhụy 2, vòi nhụy hợp sinh gốc và các lá kèm khô xác. Từng có đề xuất cho rằng chi Gisekia (cỏ lết) có thể nên đặt trong phân họ Rivinioideae của họ Phytolaccaceae, mặc dù ở đây các loài trong chi này được đặt trong một họ tách biệt là Gisekiaceae, có quan hệ chị em với nhánh bao gồm Aizoaceae + {Nyctaginaceae +Sarcobataceae + Phytolaccaceae}.
Bản thân chi Mollugo sensu lato có thể là đa ngành.

### Các chi
Định nghĩa và giới hạn các chi trong bài này lấy theo Thulin et al. (2016).
- Adenogramma Rchb., 1828 (gồm cả Steudelia): Khoảng 11 loài đặc hữu miền nam châu Phi (Tây Cape và Bắc Cape).
- Coelanthum E.Mey. ex Fenzl, 1836: Khoảng 3 loài đặc hữu miền nam châu Phi (dải duyên hải từ Namibia tới Tây Cape).
- Glinus L., 1753 (gồm cả Rolofa): Rau đắng, tinh túc thảo. Khoảng 10 loài (liên nhiệt đới cộng 2 loài cỏ dại ôn đới), với 3 loài bản địa miền nam châu Phi.
- Hypertelis E.Mey. ex Fenzl, 1839: 5 loài (châu Phi, bao gồm cả Madagascar, Nam Âu, Tây Nam Á, Nam Á, Úc, châu Mỹ), trong đó 3 loài bản địa miền nam châu Phi.
- Mollugo L., 1753 (gồm cả Glischrothamnus): Cỏ bình cu, cỏ bụng cu, túc mễ thảo. Khoảng 15 loài (nhiệt đới và cận nhiệt đới), với 5 loài bản địa miền nam châu Phi và một loài được di thực tới khu vực này.
- Paramollugo Thulin, 2016 (gồm cả Lampetia): Tách ra từ Mollugo. Khoảng 6 loài.
- Pharnaceum L., 1753 (gồm cả Ginginsia): Khoảng 25 loài, tất cả bản địa miền nam châu Phi.
- Polpoda C.Presl, 1829 (gồm cả Blepharolepis): 2 loài đặc hữu miền nam châu Phi (Tây Cape).
- Psammotropha Eckl. & Zeyh., 1836: 11 loài bản địa miền nam châu Phi.
- Suessenguthiella Friedrich, 1955: 1-2 loài đặc hữu miền nam châu Phi (Namibia và Bắc Cape).
- Trigastrotheca F. Mueller: Khoảng 4 loài, tách ra từ Molugo.

### Các chi chuyển đi
- Limeum L., 1759 (bao gồm cả Semonvillea J.Gay, 1829): Sang họ Limeaceae.
- Macarthuria Hugel ex Endl., 1837: Sang họ Limeaceae.
- Corrigiola L., 1753: Sang tông Corrigioleae thuộc phân họ Paronychioideae của họ Caryophyllaceae[9].
- Telephium L., 1753: Sang tông Corrigioleae thuộc phân họ Paronychioideae của họ Caryophyllaceae[9].
- Corbichonia Scop., 1777 (bao gồm cả Orygia Forssk., 1775): Sang họ Lophiocarpaceae.

## Phát sinh chủng loài
Nepokroeff et al. (2002) phát hiện thấy rằng nhóm bao gồm Mollugo cùng các họ hàng và nhóm bao gồm Pharnaceum cùng các họ hàng mỗi nhóm đều tạo ra một nhánh được hỗ trợ tốt, nhưng hai nhóm này chỉ có kết nối yếu; và cả hai đều được gộp trong họ Molluginaceae.
Mức độ hỗ trợ cho tính đơn ngành của Molluginaceae là mạnh, và sự dung giải các mối quan hệ trong phạm vi nhánh cũng là tốt. Các phân nhánh trong nhánh Adenogramma - Pharnaceum là đặc biệt dài. Thulin et al. (2016) cung cấp cây phát sinh chủng loài khá hoàn chỉnh cho họ này, với tất cả các nhánh chính đều được hỗ trợ tốt. Mollugo theo định nghĩa tới năm 2016 là cận/đa ngành.
Sự chia tách của Molluginaceae khỏi nhóm chị-em của nó (Portulacineae) ước tính khoảng 51,9 (±4,7) triệu năm trước (Ma) và sự rẽ nhánh đầu tiên trong phạm vi Molluginaceae là khoảng 46,7 (±4,8) Ma.
Cây phát sinh chủng loài trong phạm vi họ Molluginaceae dưới đây dựa theo Thulin et al. (2016).
|  | Trigastrotheca                                                                   |
|  |                                                                                  |
|  | \| \| Glinus \| \| \| \| \| \| Mollugo s. s (gộp cả Glischrothamnus) \| \| \| \| |
|  |                                                                                  |
|  | Glinus                                                                           |
|  |                                                                                  |
|  | Mollugo s. s (gộp cả Glischrothamnus)                                            |
|  |                                                                                  |

|  | Glinus                                |
|  |                                       |
|  | Mollugo s. s (gộp cả Glischrothamnus) |
|  |                                       |

|  | Polpoda                                                      |
|  |                                                              |
|  | \| \| Adenogramma \| \| \| \| \| \| Psammotropha \| \| \| \| |
|  |                                                              |
|  | Adenogramma                                                  |
|  |                                                              |
|  | Psammotropha                                                 |
|  |                                                              |

|  | Adenogramma  |
|  |              |
|  | Psammotropha |
|  |              |

|  | Suessenguthiella                                          |
|  |                                                           |
|  | \| \| Pharnaceum \| \| \| \| \| \| Coelanthum \| \| \| \| |
|  |                                                           |
|  | Pharnaceum                                                |
|  |                                                           |
|  | Coelanthum                                                |
|  |                                                           |

|  | Pharnaceum |
|  |            |
|  | Coelanthum |
|  |            |

|  | Polpoda                                                      |
|  |                                                              |
|  | \| \| Adenogramma \| \| \| \| \| \| Psammotropha \| \| \| \| |
|  |                                                              |
|  | Adenogramma                                                  |
|  |                                                              |
|  | Psammotropha                                                 |
|  |                                                              |

|  | Adenogramma  |
|  |              |
|  | Psammotropha |
|  |              |

|  | Suessenguthiella                                          |
|  |                                                           |
|  | \| \| Pharnaceum \| \| \| \| \| \| Coelanthum \| \| \| \| |
|  |                                                           |
|  | Pharnaceum                                                |
|  |                                                           |
|  | Coelanthum                                                |
|  |                                                           |

|  | Pharnaceum |
|  |            |
|  | Coelanthum |
|  |            |

|  | Polpoda                                                      |
|  |                                                              |
|  | \| \| Adenogramma \| \| \| \| \| \| Psammotropha \| \| \| \| |
|  |                                                              |
|  | Adenogramma                                                  |
|  |                                                              |
|  | Psammotropha                                                 |
|  |                                                              |

|  | Adenogramma  |
|  |              |
|  | Psammotropha |
|  |              |

|  | Suessenguthiella                                          |
|  |                                                           |
|  | \| \| Pharnaceum \| \| \| \| \| \| Coelanthum \| \| \| \| |
|  |                                                           |
|  | Pharnaceum                                                |
|  |                                                           |
|  | Coelanthum                                                |
|  |                                                           |

|  | Pharnaceum |
|  |            |
|  | Coelanthum |
|  |            |

|  | Polpoda                                                      |
|  |                                                              |
|  | \| \| Adenogramma \| \| \| \| \| \| Psammotropha \| \| \| \| |
|  |                                                              |
|  | Adenogramma                                                  |
|  |                                                              |
|  | Psammotropha                                                 |
|  |                                                              |

|  | Adenogramma  |
|  |              |
|  | Psammotropha |
|  |              |

|  | Suessenguthiella                                          |
|  |                                                           |
|  | \| \| Pharnaceum \| \| \| \| \| \| Coelanthum \| \| \| \| |
|  |                                                           |
|  | Pharnaceum                                                |
|  |                                                           |
|  | Coelanthum                                                |
|  |                                                           |

|  | Pharnaceum |
|  |            |
|  | Coelanthum |
|  |            |

|  | Polpoda                                                      |
|  |                                                              |
|  | \| \| Adenogramma \| \| \| \| \| \| Psammotropha \| \| \| \| |
|  |                                                              |
|  | Adenogramma                                                  |
|  |                                                              |
|  | Psammotropha                                                 |
|  |                                                              |

|  | Adenogramma  |
|  |              |
|  | Psammotropha |
|  |              |

|  | Suessenguthiella                                          |
|  |                                                           |
|  | \| \| Pharnaceum \| \| \| \| \| \| Coelanthum \| \| \| \| |
|  |                                                           |
|  | Pharnaceum                                                |
|  |                                                           |
|  | Coelanthum                                                |
|  |                                                           |

|  | Pharnaceum |
|  |            |
|  | Coelanthum |
|  |            |

|  | Polpoda                                                      |
|  |                                                              |
|  | \| \| Adenogramma \| \| \| \| \| \| Psammotropha \| \| \| \| |
|  |                                                              |
|  | Adenogramma                                                  |
|  |                                                              |
|  | Psammotropha                                                 |
|  |                                                              |

|  | Adenogramma  |
|  |              |
|  | Psammotropha |
|  |              |

|  | Suessenguthiella                                          |
|  |                                                           |
|  | \| \| Pharnaceum \| \| \| \| \| \| Coelanthum \| \| \| \| |
|  |                                                           |
|  | Pharnaceum                                                |
|  |                                                           |
|  | Coelanthum                                                |
|  |                                                           |

|  | Pharnaceum |
|  |            |
|  | Coelanthum |
|  |            |

|  | Polpoda                                                      |
|  |                                                              |
|  | \| \| Adenogramma \| \| \| \| \| \| Psammotropha \| \| \| \| |
|  |                                                              |
|  | Adenogramma                                                  |
|  |                                                              |
|  | Psammotropha                                                 |
|  |                                                              |

|  | Adenogramma  |
|  |              |
|  | Psammotropha |
|  |              |

|  | Suessenguthiella                                          |
|  |                                                           |
|  | \| \| Pharnaceum \| \| \| \| \| \| Coelanthum \| \| \| \| |
|  |                                                           |
|  | Pharnaceum                                                |
|  |                                                           |
|  | Coelanthum                                                |
|  |                                                           |

|  | Pharnaceum |
|  |            |
|  | Coelanthum |
|  |            |

|  | Polpoda                                                      |
|  |                                                              |
|  | \| \| Adenogramma \| \| \| \| \| \| Psammotropha \| \| \| \| |
|  |                                                              |
|  | Adenogramma                                                  |
|  |                                                              |
|  | Psammotropha                                                 |
|  |                                                              |

|  | Adenogramma  |
|  |              |
|  | Psammotropha |
|  |              |

|  | Suessenguthiella                                          |
|  |                                                           |
|  | \| \| Pharnaceum \| \| \| \| \| \| Coelanthum \| \| \| \| |
|  |                                                           |
|  | Pharnaceum                                                |
|  |                                                           |
|  | Coelanthum                                                |
|  |                                                           |

|  | Pharnaceum |
|  |            |
|  | Coelanthum |
|  |            |

|  | Trigastrotheca                                                                   |
|  |                                                                                  |
|  | \| \| Glinus \| \| \| \| \| \| Mollugo s. s (gộp cả Glischrothamnus) \| \| \| \| |
|  |                                                                                  |
|  | Glinus                                                                           |
|  |                                                                                  |
|  | Mollugo s. s (gộp cả Glischrothamnus)                                            |
|  |                                                                                  |

|  | Glinus                                |
|  |                                       |
|  | Mollugo s. s (gộp cả Glischrothamnus) |
|  |                                       |

|  | Polpoda                                                      |
|  |                                                              |
|  | \| \| Adenogramma \| \| \| \| \| \| Psammotropha \| \| \| \| |
|  |                                                              |
|  | Adenogramma                                                  |
|  |                                                              |
|  | Psammotropha                                                 |
|  |                                                              |

|  | Adenogramma  |
|  |              |
|  | Psammotropha |
|  |              |

|  | Suessenguthiella                                          |
|  |                                                           |
|  | \| \| Pharnaceum \| \| \| \| \| \| Coelanthum \| \| \| \| |
|  |                                                           |
|  | Pharnaceum                                                |
|  |                                                           |
|  | Coelanthum                                                |
|  |                                                           |

|  | Pharnaceum |
|  |            |
|  | Coelanthum |
|  |            |

|  | Polpoda                                                      |
|  |                                                              |
|  | \| \| Adenogramma \| \| \| \| \| \| Psammotropha \| \| \| \| |
|  |                                                              |
|  | Adenogramma                                                  |
|  |                                                              |
|  | Psammotropha                                                 |
|  |                                                              |

|  | Adenogramma  |
|  |              |
|  | Psammotropha |
|  |              |

|  | Suessenguthiella                                          |
|  |                                                           |
|  | \| \| Pharnaceum \| \| \| \| \| \| Coelanthum \| \| \| \| |
|  |                                                           |
|  | Pharnaceum                                                |
|  |                                                           |
|  | Coelanthum                                                |
|  |                                                           |

|  | Pharnaceum |
|  |            |
|  | Coelanthum |
|  |            |

|  | Polpoda                                                      |
|  |                                                              |
|  | \| \| Adenogramma \| \| \| \| \| \| Psammotropha \| \| \| \| |
|  |                                                              |
|  | Adenogramma                                                  |
|  |                                                              |
|  | Psammotropha                                                 |
|  |                                                              |

|  | Adenogramma  |
|  |              |
|  | Psammotropha |
|  |              |

|  | Suessenguthiella                                          |
|  |                                                           |
|  | \| \| Pharnaceum \| \| \| \| \| \| Coelanthum \| \| \| \| |
|  |                                                           |
|  | Pharnaceum                                                |
|  |                                                           |
|  | Coelanthum                                                |
|  |                                                           |

|  | Pharnaceum |
|  |            |
|  | Coelanthum |
|  |            |

|  | Polpoda                                                      |
|  |                                                              |
|  | \| \| Adenogramma \| \| \| \| \| \| Psammotropha \| \| \| \| |
|  |                                                              |
|  | Adenogramma                                                  |
|  |                                                              |
|  | Psammotropha                                                 |
|  |                                                              |

|  | Adenogramma  |
|  |              |
|  | Psammotropha |
|  |              |

|  | Suessenguthiella                                          |
|  |                                                           |
|  | \| \| Pharnaceum \| \| \| \| \| \| Coelanthum \| \| \| \| |
|  |                                                           |
|  | Pharnaceum                                                |
|  |                                                           |
|  | Coelanthum                                                |
|  |                                                           |

|  | Pharnaceum |
|  |            |
|  | Coelanthum |
|  |            |

|  | Polpoda                                                      |
|  |                                                              |
|  | \| \| Adenogramma \| \| \| \| \| \| Psammotropha \| \| \| \| |
|  |                                                              |
|  | Adenogramma                                                  |
|  |                                                              |
|  | Psammotropha                                                 |
|  |                                                              |

|  | Adenogramma  |
|  |              |
|  | Psammotropha |
|  |              |

|  | Suessenguthiella                                          |
|  |                                                           |
|  | \| \| Pharnaceum \| \| \| \| \| \| Coelanthum \| \| \| \| |
|  |                                                           |
|  | Pharnaceum                                                |
|  |                                                           |
|  | Coelanthum                                                |
|  |                                                           |

|  | Pharnaceum |
|  |            |
|  | Coelanthum |
|  |            |

|  | Polpoda                                                      |
|  |                                                              |
|  | \| \| Adenogramma \| \| \| \| \| \| Psammotropha \| \| \| \| |
|  |                                                              |
|  | Adenogramma                                                  |
|  |                                                              |
|  | Psammotropha                                                 |
|  |                                                              |

|  | Adenogramma  |
|  |              |
|  | Psammotropha |
|  |              |

|  | Suessenguthiella                                          |
|  |                                                           |
|  | \| \| Pharnaceum \| \| \| \| \| \| Coelanthum \| \| \| \| |
|  |                                                           |
|  | Pharnaceum                                                |
|  |                                                           |
|  | Coelanthum                                                |
|  |                                                           |

|  | Pharnaceum |
|  |            |
|  | Coelanthum |
|  |            |

|  | Polpoda                                                      |
|  |                                                              |
|  | \| \| Adenogramma \| \| \| \| \| \| Psammotropha \| \| \| \| |
|  |                                                              |
|  | Adenogramma                                                  |
|  |                                                              |
|  | Psammotropha                                                 |
|  |                                                              |

|  | Adenogramma  |
|  |              |
|  | Psammotropha |
|  |              |

|  | Suessenguthiella                                          |
|  |                                                           |
|  | \| \| Pharnaceum \| \| \| \| \| \| Coelanthum \| \| \| \| |
|  |                                                           |
|  | Pharnaceum                                                |
|  |                                                           |
|  | Coelanthum                                                |
|  |                                                           |

|  | Pharnaceum |
|  |            |
|  | Coelanthum |
|  |            |

|  | Polpoda                                                      |
|  |                                                              |
|  | \| \| Adenogramma \| \| \| \| \| \| Psammotropha \| \| \| \| |
|  |                                                              |
|  | Adenogramma                                                  |
|  |                                                              |
|  | Psammotropha                                                 |
|  |                                                              |

|  | Adenogramma  |
|  |              |
|  | Psammotropha |
|  |              |

|  | Suessenguthiella                                          |
|  |                                                           |
|  | \| \| Pharnaceum \| \| \| \| \| \| Coelanthum \| \| \| \| |
|  |                                                           |
|  | Pharnaceum                                                |
|  |                                                           |
|  | Coelanthum                                                |
|  |                                                           |

|  | Pharnaceum |
|  |            |
|  | Coelanthum |
|  |            |

## Hình ảnh

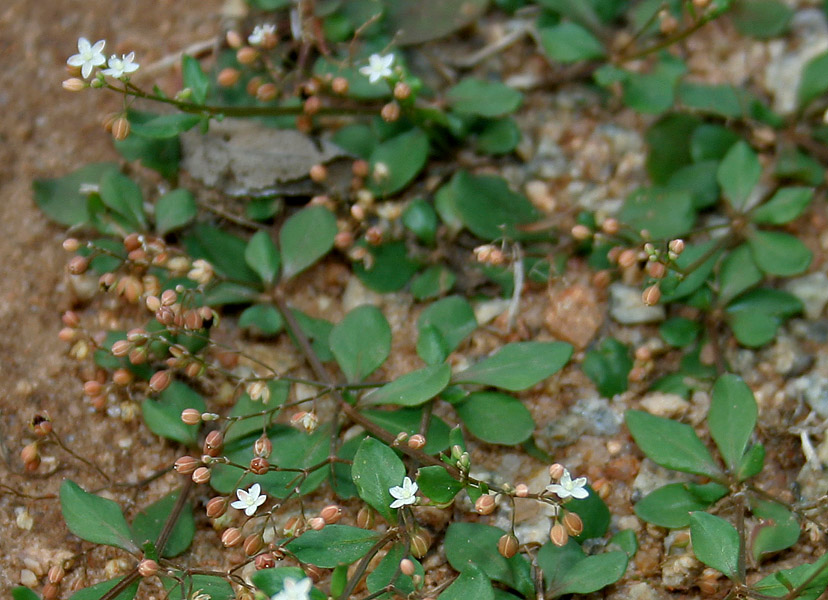
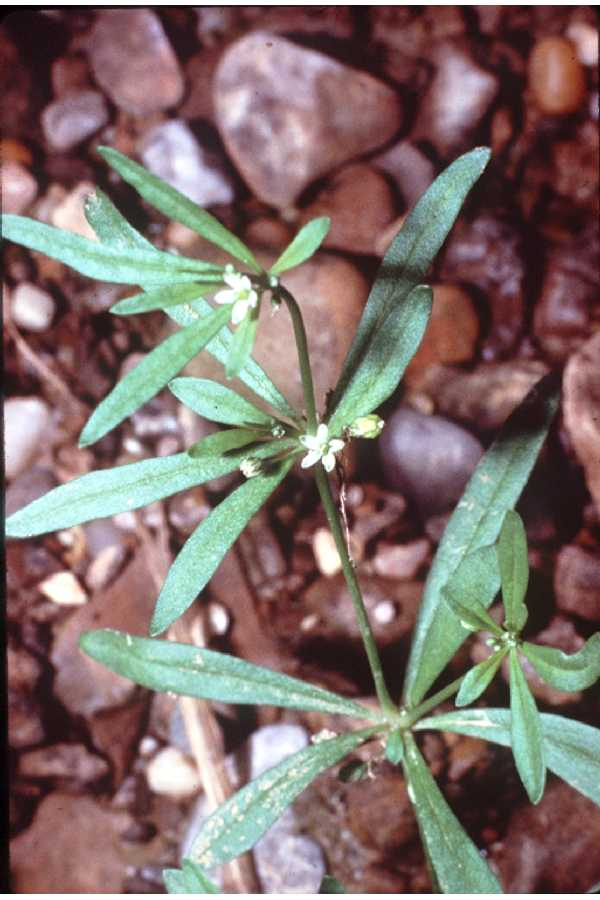
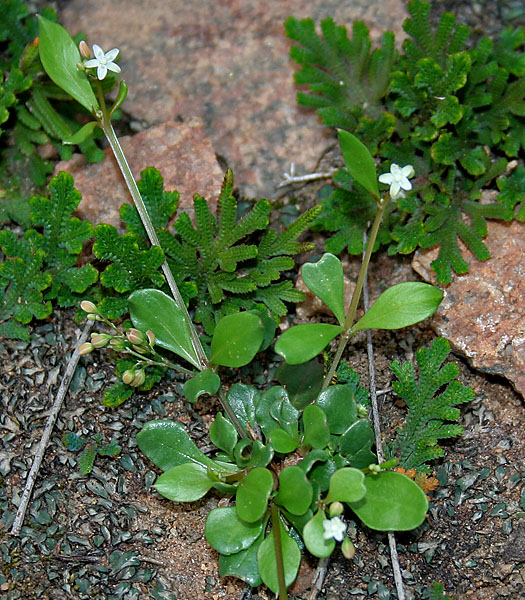
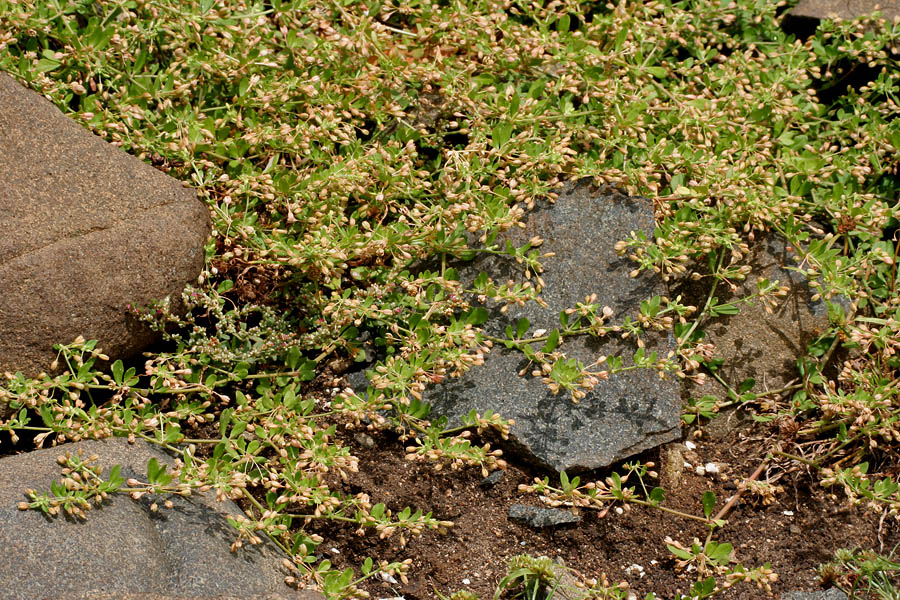